# 星清子
星 清子（ほし きよこ、1924年5月16日 - 生死不明）は、日本の女優。志母沢事務所、松竹芸能に所属していた。

## 出演作品

### 映画
- 女の一生（1967年） - はま
- はだしのゲン PART3 ヒロシマのたたかい（1980年） - ヨネ

### テレビドラマ
- 浅草寺附近（1959年）
- 仲見世悲歌（1959年）
- デン助の泣きべそ大将（1959年）
- 僕らのチャンピオン 第30 - 34話「中村太郎」（1960年）
- バカな男（1960年）
- 町の島帰り（1962年）
- 夫婦百景 第212話「おふくろ女房」（1962年）
- 純愛シリーズ（1962年）
  - 第60話「たけし」
  - 第76話「師走のうた」
- 事件記者 第182話「甘い果実」（1964年）
- おかあさん 第2シリーズ 第239話「少年と大人の間」（1964年）
- 太閤記（1965年） - おきん
- 質問あり 第2 - 4話（1965年）
- 大岡政談 池田大助捕物帳（1968年）
- 兄弟 第5話（1969年）
- 特別機動捜査隊 第504話「乱れた女たち」（1971年） - 婆さん
- 花嫁ちんとんしゃん（1973年）
- キカイダー01 第14話「怪談 ギルの亡霊が地獄で呪う」（1973年）
- 高校教師 第20話「夏の日の恋と性」（1974年）
- 早筆右三郎（1978年、NHK総合） - お玉 役
- 連続テレビ小説 マー姉ちゃん（1979年）- 天海タマ 役
- 七人の刑事 第56話「父ちゃんからの手紙」（1979年）
- 阿修羅のごとく パート2（1980年） - 陣内まき 役
- Gメン'75 第266話 「殺人暴走オートバイ集団!三途の川」（1980年）−カキ氷屋兼古着屋のおばちゃん
- 蛇姫様（1981年）